# أنفير (مترو باريس)
أونفر (بالفرنسية: Anvers)‏ هي محطة مترو تابعة لمترو باريس، على الخط 2 لمترو باريس. تقع في فرنسا في الدائرة التاسعة في باريس.[بحاجة لمصدر]